# 아시아 태평양 영화제
아시아 태평양 영화제(Asia-Pacific Film Festival, 약칭 APFF)는 1954년부터 개최된 영화제이다. 국제 경쟁 및 비경쟁영화제 성격을 띄고 있으며, 아시아·태평양 지역 국가의 영화산업을 진흥하고 수준을 향상시켜 문화교류를 촉진시킨다는 취지로 개최되는 국제영화제이다.

## 개요
아시아 태평양 지역에 있는 국가들의 공동 참여로 이어져 오는 유일한 지역 복합 축제이다.
1954년 일본의 발의로 해마다 아시아 회원국들이 돌아가며 개최하고 있다. 한국·일본·중화민국·홍콩·인도네시아·필리핀·말레이시아·싱가포르·타이·베트남 등 아시아 9개국의 영화단체들로 구성된 영화제작자연맹(F.P.A)이 주최하여 경쟁식의 영화제를 창설하였다.
영화산업의 경제적 변동에 따라 행사경비의 대부분을 주최국이 부담하고, 영화제의 효과에 대한 의문과 창설 취지에 대한 변질에 대한 비판이 높아지자 1970년 제16회 영화제에서 일본이 경쟁제도 폐지와 영화제 개혁안을 제안하여, 이에 따라 1972년 제18회부터 비경쟁으로 바뀌게 되었다.
1971년에는 캄보디아가 가맹하였고, 말레이시아와 싱가포르가 분리되어 가맹국은 11개국이 되었으나, 통일 베트남. 오스트레일리아, 뉴질랜드가 새로 가맹하여 발족 당시와는 많이 달라졌다.
초회에는 동남아시아 영화제였으나, 다음 회부터는 아시아 영화제라는 이름으로, 1982년 제27회 영화제부터는 명칭을 아시아태평양영화제로 변경하고 부분경쟁을 도입하였다.

## 참가국
- 오스트레일리아
- 조지아
- 홍콩
- 인도네시아
- 인도
- 이란
- 일본
- 대한민국
- 쿠웨이트
- 말레이시아
- 뉴질랜드
- 필리핀
- 러시아
- 싱가포르
- 중화민국
- 태국
- 우즈베키스탄
- 베트남
- 미얀마
- 마카오
- 파키스탄
- 방글라데시

## 시상 부문
- 최우수작품상
- 감독상
- 남우주연상
- 여우주연상
- 남우조연상
- 여우조연상
- 아역상
- 각본상
- 촬영상
- 편집상
- 음향상
- 음악상
- 특수효과상
- 최고신인상
- 다큐멘터리 감독상
- 다큐멘터리상
- 애니메이션상
- 심사위원특별상
- 어린이 영화상
- FIAPF상
- 최우수 제작상
- 최우수단편영화상

## 대한민국 역대 수상 내역
대한민국은 1957년 도쿄에서 열린 제4회 영화제에 《시집가는 날》·《백치 아다다》를 출품한 이래 해마다 4, 5편의 작품을 출품하고 있다.

### 제1회 (1954년)
최우수작품상
- Konjiki yasha - 시마 코지 수상

다큐멘터리상
- Sakuma damu daiichibu

### 제2회 (1955년)
최우수작품상
- Shunkin monogatari - Daisuke Ito 수상

여우주연상
- Bomeiki - 키시 케이코 수상

### 제3회 (1956년)
최우수작품상
- Anak dalita - Lamberto V. Avellana 수상

촬영상
- Uchûjin Tôkyô ni arawaru - Kimio Watanabe 수상

음향상
- Uchûjin Tôkyô ni arawaru

특수효과상
- Uchûjin Tôkyô ni arawaru

### 제4회 (1957년)
특별희극상
《시집가는날》

### 제7회 (1960년)
남우주연상
《로맨스 빠빠》 - 김승호
기획상
《뚝》 - 국립영화제작소

### 제8회 (1961년)
남우주연상
《박서방》 - 김승호
신인특별연기상
《박서방》 - 박남규

### 제9회 (1962년)
최우수작품상
《사랑방 손님과 어머니》
남우주연상
《상록수》 - 신영균
남우조연상
《상록수》 - 허장강
시나리오상
《상록수》 - 김강윤
미술상
《연산군》 - 정우택
음악상
《상록수》 - 정윤주
흑백영화 촬영상
《다시 사는 길》

### 제10회 (1963년)
남우주연상
《로맨스 그레이》 - 김승호
여우주연상
《또순이》 - 도금봉
성격배우상
《새댁》 - 김희갑

### 제11회 (1964년)
감독상
《빨간 마후라》 - 신상옥
남우주연상
《빨간 마후라》 - 신영균
편집상
《빨간 마후라》 - 양성란
최우수 비극영화 특별상
《열반》 - 국립영화제작소
최우수 비극상
《김약국의 딸들》

### 제12회 (1965년)
최우수작품상(비극영화부문)
《초혼》 - 국립영화제작소
감독상
《쌀》 - 신상옥
남우주연상
《벙어리 삼룡이》 - 김진규
비극상
《남과 북》

### 제13회 (1966년)
최우수작품상(비극영화부문)
《비무장지대》- 제일영화주식회사
남우주연상
《청일전쟁과 여걸민비》 - 박노식
여우주연상
《청일전쟁과 여걸민비》 - 최은희
신인여우장려상
《유정》 - 남정임

### 제14회 (1967년)
감독상
《안개》 - 김수용
남우조연상
《역마》 - 김승호
음악상
《귀로》 - 전정근
녹음상
《산》 - 유창극
흑백촬영상
《소복》 - 정운교
컬러촬영상(비극영화 부문)
《가야금》

### 제15회 (1969년)
감독상
《이조여인 잔혹사》 - 신상옥
여우주연상
《너의 이름은 여자》 - 김지미
남우조연상
《새색시》 - 김희갑
각본상
《당신》 - 이은성
편집상
《봄봄》 - 유재원

### 제16회 (1970년)
남우조연상
《여섯개의 그림자》 - 남궁원
편집상
《육군 김일병》 - 오성환
녹음상
《사랑하는 마리아》
특별여우상
김지미
최우수비극상
《두 여보》

### 제17회 (1971년)
감독상
《전쟁과 인간》 - 신상옥
남우주연상
《전쟁과 인간》 - 남궁원
남우조연상
《전쟁과 인간》 - 박노식
각본상
《전쟁과 인간》 - 곽일로
음악상
《연애교실》 - 이봉조
비극영화상
《서울》 - 국립영화제작소

### 제18회 (1972년)
기획상
《무녀도》

### 제19회 (1973년)
감독상
《홍살문》 - 변장호
남우주연상
《몸전체로 사랑을》 - 하명중
여우주연상
《궁녀》 - 윤정희
기획상
《작은 꿈이 꽃필 때》

### 제20회 (1974년)
여우주연상
《증언》 - 김창숙

### 제21회 (1975년)
남우조연상
《꽃상여》 - 허장강
미술상
《꽃상여》 - 이봉선

### 제22회 (1976년)

부산시민회관에서 열린 제22회 아시아영화제 개막행사

감독상
《보통 여자》 - 변장호
남우주연상
《보통 여자》 - 최무룡
남우조연상
《원산공작》 - 장혁
편집상
《보통 여자》 - 현동춘

### 제23회 (1977년)
남우조연상
《고교결전 자 지금부터야》 - 하명중
촬영상
《문》 - 정일성

### 제24회 (1978년)
우수배우상
《O양의 아파트》 - 김자옥
제작상
《나비소녀》 - 강대진
기술상
《겨울여자》 - 박중한
음악상
《관세음보살》 - 황문평

### 제25회 (1979년)
시대극 배우상
《물도리동》 - 김영란
현대극 배우상
《사랑의 조건》 - 신성일

### 제26회 (1980년)
특별여자연기상
《가시를 삼킨 장미》 - 유지인

### 제27회 (1982년)
심사위원특별상
《만다라》
미술상
《화녀 82》 - 이명수

### 제28회 (1983년)
여우조연상
《질투》 - 고두심

### 제29회 (1984년)
감독상
《적도의 꽃》 - 배창호

### 제30회 (1985년)
최우수작품상
《깊고 푸른 밤》 - 배창호
각본상
《깊고 푸른 밤》 - 최인호
특별상
《땡볕》 - 조용원

### 제31회 (1986년)
여우주연상
《뽕》 - 이미숙
음악상
《뽕》 - 최창권
특별부문(아역상)
《꽃지》 - 김꽃지

### 제32회 (1987년)
최우수작품상
《씨받이》 - 임권택
감독상
《씨받이》 - 임권택
남우주연상
《기쁜 우리 젊은 날》 - 안성기
여우조연상
《씨받이》 - 방희

### 제33회 (1988년)
심사위원특별상
《감자》 - 변장호
미술상
《바람부는 날에도 꽃은 피고》 - 이병복

### 제35회 (1990년)
작품상
《미친 사랑의 노래》
감독상
《미친 사랑의 노래》 - 김호선
여우주연상
《미친 사랑의 노래》 - 김구미자
편집상
《미친 사랑의 노래》 - 현동춘
녹음상
《코리안 커넥션》

### 제36회 (1991년)
남우주연상
《나의 사랑 나의 신부》 - 박중훈
최고신인상
《나의 사랑 나의 신부》 - 이명세
각본상
《피와 불》- 홍상화, 선우완
편집상
《나의 사랑 나의 신부》 - 김현
미술감독상
《개벽》 - 도용우

### 제37회 (1992년)
여우주연상
《사의 찬미》 - 장미희
남우주연상 <심사관> - 주성치

### 제38회 (1993년)
남우주연상
《하얀 전쟁》 - 안성기
남우조연상
《우리들의 일그러진 영웅》 - 최민식
심사위원특별상
《첫사랑》

### 제39회 (1994년)
촬영상
《휘모리》 - 전조명
음악상
《휘모리》 - 김영동

### 제41회 (1996년)
최우수작품상
《꽃잎》 - 장선우
남우주연상
《꽃잎》 - 문성근
여우조연상
《꽃잎》 - 이영란

### 제42회 (1997년)
남우조연상
《학생부군신위》 - 김일우
신인감독상
《돼지가 우물에 빠진 날》 - 홍상수

### 제43회 (1998년)
음향상
《비트》 - 오원철

### 제44회 (1999년)
심사위원특별상
《쉬리》 - 강제규
편집상
《쉬리》 - 박곡지

### 제45회 (2000년)
남우주연상
《해피엔드》 - 최민식
각본상
《오! 수정》 - 홍상수
심사위원특별상
《춘향뎐》 - 임권택

### 제46회 (2001년)
남우주연상
《친구》 - 유오성
남우조연상
《친구》 - 장동건
편집상
《무사》 - 김현
신인감독상
《스물넷》 - 임종재

### 제47회 (2002년)
감독상
《생활의 발견》 - 홍상수

### 제48회 (2003년)
최우수작품상
《동승》 - 주경중
촬영상
《동승》 - 최찬규

### 제49회 (2004년)
감독상
《올드보이》 - 박찬욱
남우주연상
《올드보이》 - 최민식
애니메이션상
《오세암》 - 성백엽

### 제50회 (2005년)
최우수작품상
《태극기 휘날리며》 - 강제규
감독상
《태극기 휘날리며》 - 강제규
남우주연상
《가족》 - 주현

### 제51회 (2006년)
남우주연상
《사랑해, 말순씨》 - 이재응
여우주연상
《외출》 - 손예진
남우조연상
《괴물》 - 변희봉
편집상
《괴물》 - 김선민
음향상
《괴물》 - 봉준호
최우수단편영화상
《그녀의 핵주먹》 - 선지연

### 제54회 (2009년)
여우조연상
《계몽영화》 - 오우정
각본상
《계몽영화》 - 박동훈, 박남희

### 제56회 (2013년)
편집상
《설국열차》- 김창주, 최민영

### 제57회 (2017년)
최우수작품상
- El Malvado Monstruo - Ruben Pascual Tardio 수상

최우수단편영화상
- 언더 더 세임 스카이 - 요요 리 수상

### 제58회 (2018년)
최우수작품상
- 라이언 - 가스 데이비스 수상

감독상
- 만달레이로 가는 길 - 미디 지 수상

남우주연상
- Appendix - Amirali Danaei 수상

여우주연상
- 투모로우 이즈 어나더 데이 - 모순균 수상

남우조연상
- 거리의 래퍼 - 디도 드 라 파즈 수상

여우조연상
- Vilaieha - Soraya Ghasemi 수상

각본상
- 라이언 - 루크 데이비스 수상

촬영상
- 살인자 말리나의 4막극 - 유누스 파솔랑 수상

미술상
- 더 포트레이트 - Gino Gonzales 수상

편집상
- 배드 지니어스 - 촌라싯 우파닉킷 수상

음향상
- 마신자 2 - 빨간 옷 소녀의 비밀

음악상
- 더 포트레이트 - 라이언 카야밥 수상

특수효과상
- 흑마술사

의상상
- 디자이너 - Do Phuoc Tien 수상

스토리상
- 더 웨이 스테이션 - Ngoc Thanh Tam 수상

최고신인상
- 배드 지니어스 - 추티몬 추엥차로엔수키잉 수상

다큐멘터리상
- 데몬스 인 파라다이스 - 주드 래트남 수상

애니메이션상
- 초석 - 치우 쉬치에 수상

심사위원특별상
- Appendix - Hossein Namazi 수상
- 더 웨이 스테이션 - Ngoc Thanh Tam 수상
- 마음에 부는 바람
- 살인자 말리나의 4막극
- The Mother

### 제59회 (2020년)
최우수작품상
- 광 - 시오 추안 쿠엑 수상

감독상
- Baba - 라즈 쿠마르 굽타 수상

남우주연상
- Baba - 디팍 도브리얄 수상

촬영상
- Baba - Arjun Sorte 수상